# 王枚生
王枚生（1893年—1955年），山东益都人，中国建筑师。

## 生平
1893年，王枚生出生于山东省青州府益都县（今青州市）。辛亥革命后，当时在青州做小学教员、已婚且育有两个女儿的王枚生，获得了参加公费留学考试的机会，并考取公费赴日本留学的资格。1915年，王枚生进入日本东京高等工业学校建筑科学习，1918年毕业，在日本参加建筑设计施工工作。
1921年，王枚生回国来到青岛。1922年12月北洋政府收回青岛主权后，王枚生在市政当局任道路下水主任，但不久辞去公职，继续从事建筑行业。1928年档案显示至少在当年之前，王枚生已经开始独立执业。王枚生开办了建筑公司美化营造厂，从益都老家招来工人，并在青岛招聘专业技术人员，公司曾设于苏州路、莱芜路。在青岛执业期间，王枚生设计了大学路两湖会馆，参与了兰山路青岛市礼堂的建设，也曾参与八大关、观海山、观象山、信号山周边多处民宅的设计与施工，也可能参与过湛山寺药师塔的建造施工。据其后人回忆，青岛市礼堂工程是时任市长沈鸿烈所重视的公共工程，由于检查严格，施工期间曾出现返修、改造情况，导致公司预算超支亏损。王枚生对此表示：“情愿赔钱，也要把这座建筑盖起来，因为这是青岛的重要设施。”
1938年1月日本第二次占领青岛后，王枚生在日本留学期间的同学找到他，请他出任伪政府工务局局长，王枚生多次拒绝，后来被逼无奈逃回益都老家躲避。后来因战时建筑业萧条，美化营造厂关门歇业。1944年，王枚生曾在青岛崇德中学担任一年校长。1945年抗战胜利后，国民党政府要求“甄审”日伪时期任命的学校教员，王枚生遂被撤换。后经其同乡、山东大学校长赵太侔介绍，到山东大学负责建筑工作。1949年6月青岛解放后，解放军拜访王枚生，请他负责山东省内各地基础设施的战后重建。1949年至1952年，王枚生在省内四处奔波，负责粮仓、桥梁、公路、机场的修复和建设，并参与淄博南定铝矿的建筑修复，因操劳过度导致高血压，1952年中风导致偏瘫，之后一直卧床不起。1955年春，王枚生在山东大学附属医院（今青医附院）逝世。

## 建筑作品及参与工程
以下为王枚生所参与的建筑工程的不完全列表，设计师未标明者均为王枚生作为设计师参与的建筑工程。
| 名称               | 年代        | 地址                                  | 图像 | 备注 |
| ------------------ | ----------- | ------------------------------------- | ---- | --- |
| 青岛两湖会馆       | 1933年      | 青岛市大学路54号                      |      | [ 3 ] |
| 慎德堂幼记住宅     | 1933年      | 青岛市信号山路19号                    |      | 美化营造厂施工                                                                                               |
| 张纯三住宅         | 1932-1933年 | 青岛市黄台路58号甲 （黄台路58号后侧） |      | 福合兴营造厂施工                                                                                             |
| 周孝住宅           | 1934-1935年 | 青岛市黄台路39号                      |      | 已不存 |
| 青岛市礼堂         | 1934-1935年 | 青岛市兰山路1号                       |      | 郑德鹏设计，美化营造厂施工                                                                                   |
| 国立山东大学体育馆 | 1936年      | 青岛市大学路                          |      | 1934年国立山大计划新建员工宿舍、女生宿舍、体育馆各一座，王枚生设计，最终仅有体育馆于1936年建成，1946年被毁。 |
| 沈性静别墅         | 1936-1937年 | 青岛市居庸关路9号                     |      | 美化营造厂施工                                                                                               |
| 龙江路24号         | 不详        | 青岛市龙江路24号                      |      | [ 1 ] [ 2 ]                                                                                                  |